# 加藤春路
加藤 春路（かとう はるじ、1864年3月17日〈文久4年2月10日〉 - 1942年〈昭和17年〉12月24日）は、日本の華族。第24代内閣総理大臣夫人。加藤高明伯爵夫人。名は春治とも記載する。

## 経歴
1864年（文久4年）、岩崎弥太郎の長女として生まれる。1886年（明治19年）、三菱本社の副支配人を経て外交官となっていた加藤高明と結婚した。三菱財閥の岩崎家の長女である春路と結婚したことから、加藤高明は政敵から「三菱の大番頭」と揶揄された。
高明との間には3人の子供がおり、長女・悦子は岡部長景の妻、長男は早世、次男・厚太郎は三菱合資会社・三菱銀行に勤務した後、三菱系の損害保険会社・東明火災海上保険（現・日新火災海上保険）の取締役を務めた。
1942年（昭和17年）9月半ばより胃腸を患い、麻布区三河台町（現・東京都港区六本木）の別宅で療養していたが、狭心症を併発し、12月24日に死去した。78歳没。